# Gerald Reive
Gerald Reive (Puerto Argentino/Stanley; 10 de marzo de 1937) es un atleta de las Islas Malvinas que reside en Auckland, Nueva Zelanda, que representó a su Territorio Británico de Ultramar en los Juegos de la Mancomunidad de 2010 en Nueva Delhi, India, en el evento de Bowls en parejas de hombres, junto a su compañero de juego George Paice. Ellos lograron victorias ante Samoa y Guernsey. Reive fue el abanderado de las Islas Malvinas en la ceremonia de clausura. Actualmente juega a los bolos en un club en Auckland.